# Schweizer Squash-Meisterschaften
Die Schweizer Squash-Meisterschaften sind ein Wettbewerb zur Ermittlung des nationalen Meistertitels im Squash in der Schweiz. Ausrichter ist Swiss Squash.
Seit 1976 werden die Meisterschaften bei den Herren und Damen jährlich ausgetragen. Rekordhalter sind Nicolas Müller bei den Herren mit 14 Titeln sowie Gaby Huber bei den Damen mit acht Titeln.

## Schweizer Meister
Die Nummern in Klammern hinter den Namen geben die Anzahl der gewonnenen Meisterschaften wieder. Folgende Spieler konnten die Meisterschaft gewinnen:
| Jahr | Herren                 | Damen                |
| ---- | ---------------------- | -------------------- |
| 1976 | Paul Kubli             | Nicki Henderson      |
| 1977 | Xavier Notari          | Nicki Henderson (2)  |
| 1978 | Kaspar Fleischmann     | Nicki Henderson (3)  |
| 1979 | Kaspar Fleischmann (2) | Sheila Sandmeier     |
| 1980 | Wolfgang Zollinger     | Nicki Henderson (4)  |
| 1981 | Wolfgang Zollinger (2) | Hazel Fletcher       |
| 1982 | Wolfgang Zollinger (3) | Hazel Fletcher (2)   |
| 1983 | Ivan Schnider          | Barbara Hartmann     |
| 1984 | Stefan Grundmann       | Barbara Hartmann (2) |
| 1985 | Colin Fletcher         | Barbara Hartmann (3) |
| 1986 | Stefan Grundmann (2)   | Barbara Hartmann (4) |
| 1987 | Thomas Strässle        | Barbara Hartmann (5) |
| 1988 | Christoph Frey         | Barbara Hartmann (6) |
| 1989 | Christoph Frey (2)     | Barbara Hartmann (7) |
| 1990 | Stefan Wiederkehr      | Martina Donatsch     |
| 1991 | Stefan Wiederkehr (2)  | Martina Donatsch (2) |
| 1992 | Stefan Wiederkehr (3)  | Martina Donatsch (3) |
| 1993 | Andrew Marshall        | Martina Donatsch (4) |
| 1994 | Andrew Marshall (2)    | Martina Donatsch (5) |
| 1995 | Andrew Marshall (3)    | Martina Donatsch (6) |
| 1996 | Lars Harms             | Agnes Müller         |
| 1997 | Marco Eggenberger      | Agnes Müller (2)     |
| 1998 | Reto Donatsch          | Agnes Müller (3)     |
| 1999 | Reto Donatsch (2)      | Agnes Müller (4)     |
| 2000 | Lars Harms (2)         | Agnes Müller (5)     |
| 2001 | Lars Harms (3)         | Agnes Müller (6)     |
| 2002 | Lars Harms (4)         | Manuela Zehnder      |
| 2003 | Lars Harms (5)         | Manuela Zehnder (2)  |
| 2004 | Lars Harms (6)         | Manuela Zehnder (3)  |
| 2005 | Lars Harms (7)         | Manuela Zehnder (4)  |
| 2006 | André Holderegger      | Agnes Müller (7)     |
| 2007 | Nicolas Müller         | Gaby Schmohl         |
| 2008 | Nicolas Müller (2)     | Olivia Hauser        |
| 2009 | Nicolas Müller (3)     | Gaby Schmohl (2)     |
| 2010 | Nicolas Müller (4)     | Gaby Schmohl (3)     |
| 2011 | Nicolas Müller (5)     | Gaby Huber 1 (4)     |
| 2012 | Nicolas Müller (6)     | Gaby Huber (5)       |
| 2013 | Nicolas Müller (7)     | Gaby Huber (6)       |
| 2014 | Nicolas Müller (8)     | Gaby Huber (7)       |
| 2015 | Nicolas Müller (9)     | Céline Walser        |
| 2016 | Nicolas Müller (10)    | Céline Walser (2)    |
| 2017 | Nicolas Müller (11)    | Gaby Huber (8)       |
| 2018 | Nicolas Müller (12)    | Cindy Merlo          |
| 2019 | Nicolas Müller (13)    | Cindy Merlo (2)      |
| 2020 | Nicolas Müller (14)    | Ambre Allinckx       |
| 2021 | Dimitri Steinmann      | Céline Walser (3)    |
| 2022 | Dimitri Steinmann (2)  | Céline Walser (4)    |
| 2023 | Dimitri Steinmann (3)  | Céline Walser (5)    |
| 2025 | Dimitri Steinmann (4)  | Cindy Merlo (3)      |

 1 Gaby Schmohl trat nach ihrer Heirat unter ihrem neuen Namen Gaby Huber an.